# 18418 Ujibe
18418 Ujibe este un asteroid din centura principală de asteroizi.

## Descriere
18418 Ujibe este un asteroid din centura principală de asteroizi. A fost descoperit pe 15 octombrie 1993 la Kitami de Kin Endate și Kazuro Watanabe. Asteroidul prezintă o orbită caracterizată de o semiaxă mare de 2,25 ua, o excentricitate de 0,20 și o înclinație de 9,1° în raport cu ecliptica.